# Josiah Tattnall
Josiah Tattnall (Savannah, 1762 – Nassau, 1803. június 6.) az Amerikai Egyesült Államok szenátora (Georgia, 1796–1799).